# سرة (نبات)
سرة الأرض ، أشران سري أو السرة (الاسم العلمي:Umbilicus) هي جنس من النباتات يتبع الفصيلة الكرسولية من رتبة كاسرات الحجر.